# Verne D. Mudge
Verne Donald Mudge (* 5. September 1898 in Walworth County, South Dakota; † 29. Januar 1957 in San Diego, San Diego County, Kalifornien) war ein Generalmajor der United States Army. Er war unter anderem Kommandeur der 1. US-Kavalleriedivision.
Verne Mudge war ein Sohn von Richard E. Mudge (1860–1938) und dessen Frau Armida Jewell (1861–1959). Er besuchte die öffentlichen Schulen seiner Heimat. Im Jahr 1920 absolvierte er die United States Military Academy in West Point. Nach seiner Graduation wurde er als Leutnant der Kavallerie zugeteilt. In der Armee durchlief er anschließend alle Offiziersränge vom Leutnant bis zum Zwei-Sterne-General.
In seinen jüngeren Jahren absolvierte er den für Offiziere in den niederen Rangstufen üblichen Dienst in verschiedenen Einheiten und Standorten in den Vereinigten Staaten. Im Januar 1941 wurde er Stabschef der 1. Kavalleriedivision. Dieses Amt übte er bis Dezember 1942 aus. In diese Zeit fiel der amerikanische Eintritt in den Zweiten Weltkrieg. Dabei war er auf dem asiatischen Kriegsschauplatz eingesetzt. Zwischen Dezember 1942 und Februar 1943 kommandierte er die 5. und danach bis August 1944 die 2. Kavalleriebrigade.
Im August 1944 erhielt Mudge das Kommando über die 1. Kavalleriedivision. In dieser Funktion löste er Innis P. Swift ab. Mit seiner Division war er an der Rückeroberung der Philippinen beteiligt. Er nahm im Februar 1945 an der Befreiung von 3700 Internierten in der Nähe von Manila teil. Bei den Kämpfen wurde er schwer verwundet und aus der Kampfzone evakuiert. Damit endete im Februar sein Kommando über die 1. Kavalleriedivision. Der verwundete Mudge wurde durch Hugh F. T. Hoffman ersetzt.
Zwischen Februar und August 1946 war Mudge Stabsoffizier im Kriegsministerium, wo er der Stabsabteilung für Personal angehörte. Am 30. November 1946 schied er aus dem aktiven Militärdienst aus. Er starb am 29. Januar 1957 in San Diego in Kalifornien und wurde auf dem dortigen Fort Rosecrans National Cemetery beigesetzt.

## Orden und Auszeichnungen
Verne Mudge erhielt im Lauf seiner militärischen Laufbahn unter anderem folgende Auszeichnungen:
- Distinguished Service Cross
- Army Distinguished Service Medal
- Silver Star
- Legion of Merit